# Барон Биркетт
Барон Биркетт из Алверстона в графстве Ланкашир — наследственный титул в системе Пэрства Соединённого королевства. Он был создан 31 января 1958 года для известного адвоката сэра Нормана Биркетта (1883—1962). Ранее он заседал в Палате общин от Восточного Ноттингема (1923—1924, 1929—1931), занимал должности судьи Высокого суда Англии и Уэльса (1941—1950), судьи Апелляционного суда Англии и Уэльса (1950—1956) и лорда-ординария апелляционного суда (1958—1961). Он был одним из британских судей на Нюрнбергском процессе в 1945 году.
По состоянию на 2025 год носителем титула являлся его внук, Норман Биркетт, 3-й барон Биркетт (род. 1982), который сменил своего отца в том же 2015 году.

## Бароны Биркетт (1958)
- 1958—1962: Уильям Норман Биркетт, 1-й барон Биркетт (6 сентября 1883 — 10 февраля 1962), сын Томаса Биркетта (ум. 1913)[1];
- 1962—2015: Майкл Биркетт, 2-й барон Биркетт (22 октября 1929 — 3 апреля 2015), единственный сын предыдущего[2];
- 2015 — настоящее время: Томас Биркетт, 3-й барон Биркетт (род. 25 июля 1982), единственный сын предыдущего[3].